# Кингсбери-Смит, Джозеф
Кингсбери-Смит Джозеф (англ. Joseph Kingsbury-Smith, (20 февраля 1908 года, Нью-Йорк — 5 февраля 1999 года, Уотерфорд, Виргиния) — американский журналист, лауреат Пулитцеровской премии за международный репортаж (1956).
Почти 70 лет профессиональной карьеры Кингсбери-Смита были связаны с «Корпорацией Хёрста», которую он представлял в СССР в 1940-х гг.
В 1946 году был единственным представителем американской прессы на казни 10 нацистских лидеров, осужденных за преступления против человечества на Нюрнбергском трибунале.
На протяжении десятилетий пользовался особым доверием советского руководства: интервьюировал многих советских лидеров, в том числе Иосифа Сталина, Никиту Хрущёва, Юрия Андропова, Константина Черненко. В 1949 году журналист переписывался со Сталиным во время блокады Берлина. В 1956 году получил Пулитцеровской премии за международный репортаж за серию эксклюзивных интервью с лидерами Советского Союза. Вышел на пенсию в 1997 году с должности директора «Хёрст».